# Adetus leucostigma
Adetus leucostigma là một loài bọ cánh cứng trong họ Cerambycidae.